# Jorge Carlos Patrón Wong
Jorge Carlos Patrón Wong (Mérida, 3 de enero de 1958) es un sacerdote y arzobispo católico mexicano, que se desempeña como Arzobispo de Xalapa.

## Biografía

### Primeros años y formación
Jorge Carlos Patrón Wong nació en la ciudad de Mérida, Yucatán. Es hijo del matrimonio conformado por los señores Wilberth Patrón Montes y Carmen Wong Mayín. Realizó sus estudios sacerdotales en el Seminario Conciliar de Yucatán. 
De 1988 a 1993 realizó estudios de especialización en Teología Espiritual y en Psicología, en la Pontificia Universidad Gregoriana. 

### Sacerdocio
Fue ordenado presbítero el 12 de enero de 1988 por el arzobispo de Yucatán, Manuel Castro Ruiz.
A su retorno de Roma, el obispo Manuel Castro Ruiz el otorgó el cargo de vicario en las parroquias de Ticul y de Tizimín y más tarde en 1994 formó parte del equipo formador del Seminario Conciliar de Yucatán, donde fue Prefecto del Seminario Menor, Prefecto de la etapa Teológica, coordinador de la formación humana y profesor de psicología, antropología filosófica y dirección espiritual.
El 12 de mayo de 2000 el arzobispo de Yucatán, Emilio Carlos Berlie Belaunzarán, lo nombró Rector del Seminario Conciliar de Yucatán; de 2002 a 2008 fue presidente de la Organización de Seminarios Mexicanos (OSMEX); además, en esos mismos años fue electo presidente de la Organización de Seminarios Latinoamericanos (OSLAM) y reelegido en 2006 para el periodo que concluyó en 2009.

## Episcopado

### Obispo en Papantla
El 15 de octubre de 2009 el papa Benedicto XVI lo nombró obispo coadjutor de Papantla, siendo ordenado el 15 de diciembre del mismo años por el arzobispo, Emilio Carlos Berlie Belaunzarán y fungiendo como co-consagrantes el Nuncio Apostólico en México Christophe Pierre e Hipólito Reyes Larios, arzobispo de Xalapa. El 2 de mayo de 2012 sucedió oficialmente en la sede de la Diócesis de Papantla a su antecesor el obispo Lorenzo Cárdenas Aregullín.

### Secretario en la Congregación del Clero
El 21 de septiembre de 2013 el Papa Francisco lo nombró como Secretario para los Seminarios de la Sagrada Congregación para el Clero, elevándolo a la vez a la dignidad de arzobispo ad personam.
El 29 de julio de 2014 fue nombrado consultor de la Congregación para la Evangelización de los Pueblos, siendo confirmado como tal in aliud quinquennium el 2 de junio de 2020.
El 15 de septiembre de 2015, el Santo Padre Francisco, lo nombró consejero de la Pontificia Comisión para América Latina.
El 21 de septiembre de 2020 en Ciudad del Vaticano, fue condecorado con el Premio Ohtli o Reconocimiento Ohtli, otorgado por el gobierno mexicano a sus conciudadanos que trabajan en el extranjero y que han prestado asistencia a los ciudadanos mexicanos o se han encargado de promover su cultura.
El 6 de octubre de 2020 fue confirmado como consejero de la Pontificia Comisión para América Latina ad aliud quinquennium.
El 22 de junio de 2021 fue confirmado como miembro de la Congregación para la Educación Católica ad aliud quinquennium.

### Arzobispo de Xalapa
El 8 de diciembre de 2021 el Papa Francisco lo nombró arzobispo de Xalapa. Tomó posesión de la sede, el 8 de febrero de 2022.
El 3 de mayo de 2022 fue nombrado miembro de la Congregación para el Culto Divino y la Disciplina de los Sacramentos ad quinquennium.